# 奇伦托

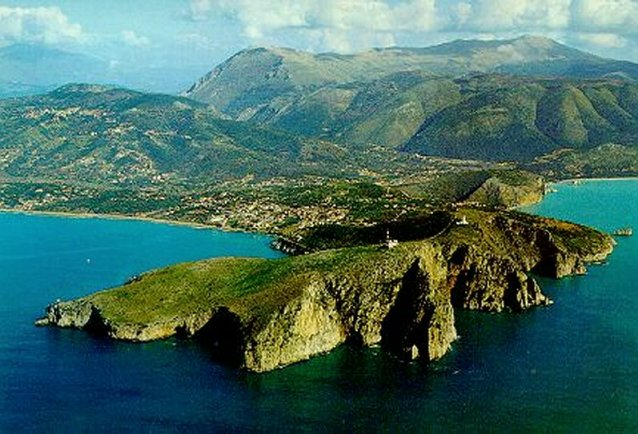
Palinuro角

奇伦托（義大利語：Cilento，義大利語發音：[tʃi.len.to]）是意大利南部坎帕尼亚大区的一个地区，包括萨莱诺省的中部和南部，也是意大利南部一个重要的旅游区。

## 地理
第勒尼安海的奇伦托海岸，位于帕埃斯图姆和萨普里镇附近的波利卡斯特罗湾之间。
其内陆一侧是亚尔布尔尼山地和迪亚诺河谷，有时认为是奇伦托的一部分，中心城镇为萨拉孔西利纳。 
这一地区的重要城镇包括瓦洛-德拉卢卡尼亚（在中部）、萨普里和阿格罗波利（奇伦托地区的最大城镇和主要港口）。大部分地区包括在奇伦托和迪亚诺河谷国家公园中。

## 坎帕尼亚的第六个省份
在1990年代有建议在坎帕尼亚大区新建奇伦托省，但是如何选择省会成了一个难题。4个候选城市：瓦洛-德拉卢卡尼亚（位于居中的位置）、阿格罗波利（最大城镇，位于北部）、萨拉孔西利纳（迪亚诺河谷最大城镇）和萨普里（奇伦托南部的中心，最重要的火车站）。后来又有建议，将奇伦托由坎帕尼亚大区划出，改为巴西利卡塔大区继波坦察省和马泰拉省之后的第三个省份。

## 图片

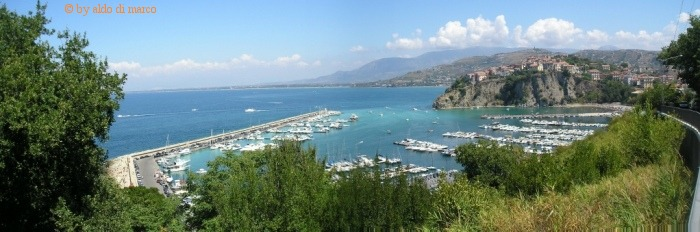
阿格罗波利
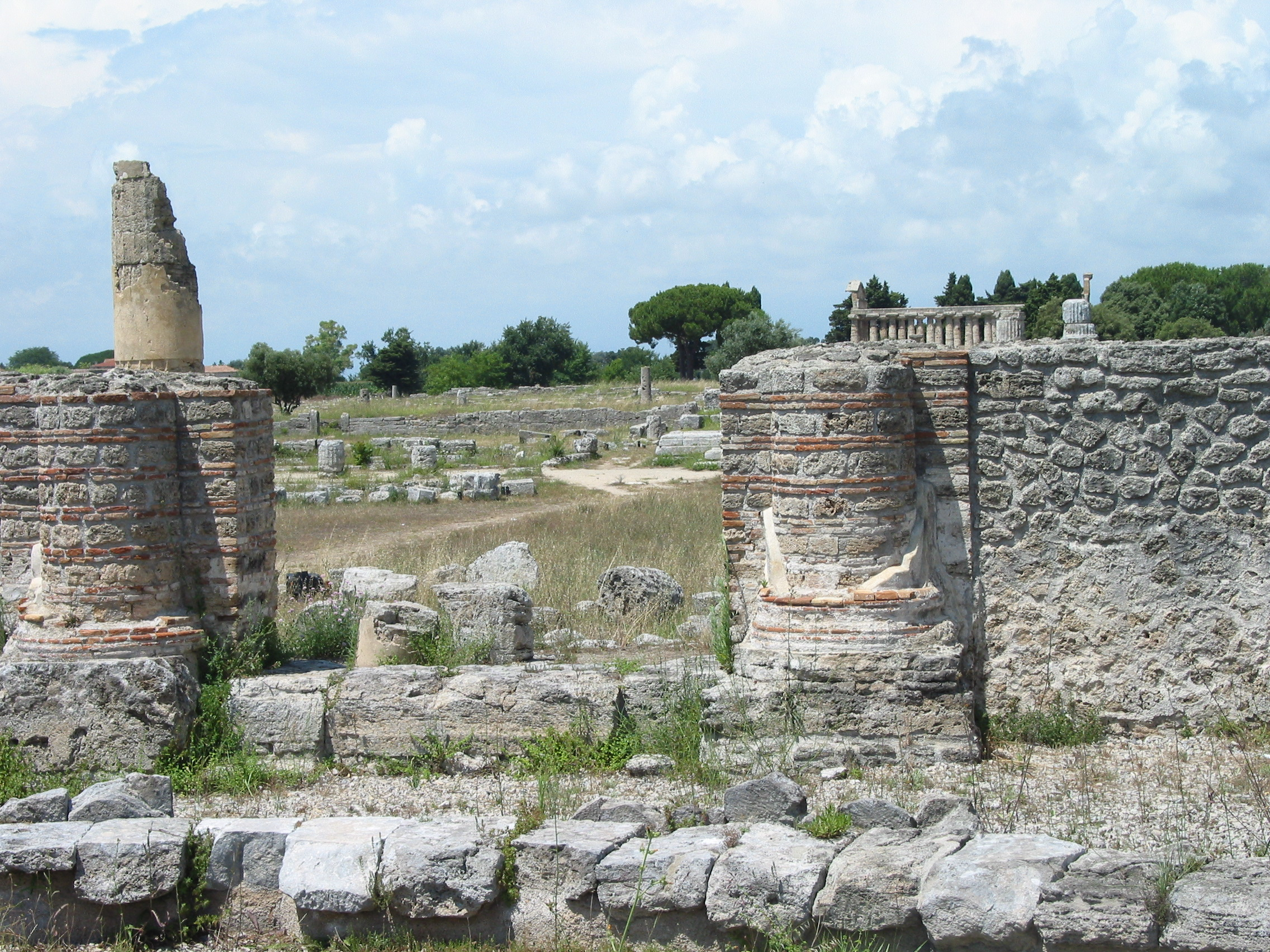
帕埃斯图姆
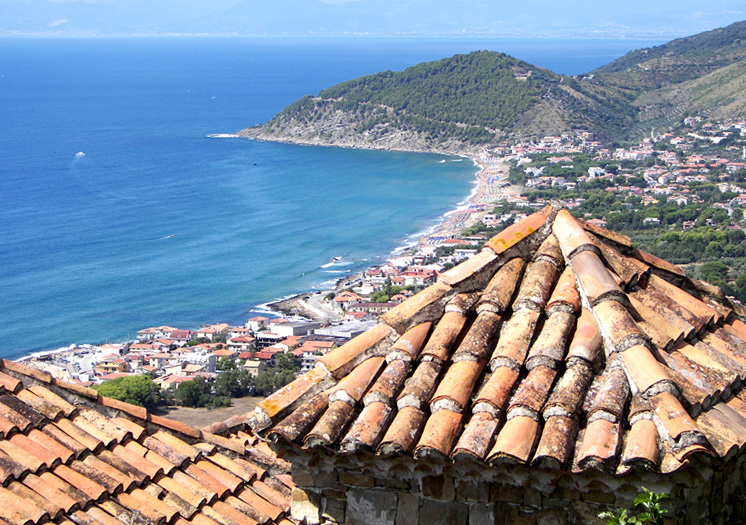
S.Maria di Castellabate